# Bill Finger
Milton « Bill » Finger, né le 8 février 1914 à Denver et mort le 18 janvier 1974 à New York, était un écrivain américain. Il est connu pour avoir cocréé avec Bob Kane le personnage de Batman et pour avoir écrit les scénarios de ses aventures pendant de nombreuses années.

## Contributions

### Ses débuts
Bill Finger, issu d'une famille juive, est né à Denver au Colorado. Son père, Louis Finger, né en 1890 en Autriche, a émigré aux États-Unis en 1907, et sa mère Tessie (née Circa) naquit en 1893 à New York. 
Passionné de polars et de « pulp fictions » (du nom des histoires bon marché qui paraissaient à l'époque en recueil), Bill Finger est également vendeur de chaussures pour subsister. Ami du dessinateur Bob Kane, il collabore régulièrement avec lui. 
En 1939, le succès de Superman incite les patrons de National Publications (qui deviendront DC  Comics) à injecter plus d'histoires de super-héros dans leurs publications. Ils commandent un nouveau super-héros à Bob Kane. Ce dernier pense à créer « Birdman » puis « The Bat-Man » et demande conseil à son ami Bill Finger. Finger incite Bob Kane à repenser le costume (le faisant passer du rouge au noir, redessinant la cape de Batman, et en ajoutant les oreilles pointues) et écrit la première histoire de Batman : The Case of The Cheminal Syndicate publiée dans Detective Comics 27.

### La suite de sa carrière
Le succès est immédiat et Kane signe un contrat avantageux avec DC Comics. N'étant pas officiellement auteur de l'histoire, Bill Finger n'est pas inclus dans le contrat. DC Comics apprend cependant vite son existence et l'emploie directement pour écrire des scénarios de Batman. 
Des années plus tard, Kane admettra le rôle essentiel de Bill Finger, qui cocréa Batman, mais aussi son alter-ego Bruce Wayne (« Les  similitudes entre les noms - Bruce Wayne, Bob Kane - était probablement une des raisons pour  lesquelles Bill trouva ce nom » déclara Bob Kane), ainsi que les personnages de Robin, du Joker, du Pingouin, de Catwoman, de Double-Face, etc. Bill Finger est également chargé par DC Comics de développer un nouveau héros créé par le jeune Martin Nodell. Il écrit ainsi les premières histoires de Green Lantern durant les années 1940 et contribue au développement de ce héros, qui évoluera grandement par la suite.
Très méticuleux, Bill Finger est parfois remplacé pour les scénarios de Batman. C'est par exemple Gardner Fox qui le remplace ponctuellement et
introduit les éléments classique de l'armement de Batman (la ceinture, le Batplane et le  Batarang). Bill Finger continuera néanmoins à écrire des scénarios pour Batman durant 20 ans, n'étant que très rarement crédité sans avoir connu la reconnaissance. Il meurt en janvier 1974 à 59 ans d'une l'athérosclérose coronaire occlusive, car Finger avait été victime de trois crises cardiaques : en 1963, 1970 et 1973. Bien que Sinclair et d'autres personnes aient longtemps cru que Finger avait été enterré dans la tombe d'un potier non identifié, son fils Fred a revendiqué avoir honoré le souhait de son père, être incinéré et que ses cendres soient répandues sous la forme d'une chauve-souris sur une plage de l'Oregon[réf. nécessaire].
Pendant des décennies, toutes les histoires de Batman, en bande dessinée, au cinéma ou à la télévision, ont porté la mention « Batman créé par Bob Kane » alors qu'il n'était fait aucune mention de Bill Finger. En 2015, DC Entertainment a toutefois annoncé, à l'issue d'une campagne lancée par sa petite-fille et appuyée par plusieurs historiens de la bande dessinée, que Bill Finger serait désormais systématiquement crédité comme co-créateur sur toutes les histoires à venir. Les premières mentions de Bill Finger à un générique l'ont été pour la saison 2 de Gotham à la télévision et pour Batman v Superman : L'Aube de la Justice au cinéma.

## Prix et récompenses
- 1994 : Temple de la renommée Jack Kirby (à titre posthume)
- 1999 : Temple de la renommée Will Eisner (à titre posthume)
- 2005 : Création du prix Bill Finger par le Comic-Con
- (101723) Finger, astéroïde nommé en son nom.